# Dea Kulumbegaschwili

Dea Kulumbegaschwili (2024)

Dea Kulumbegaschwili (georgisch დეა კულუმბეგაშვილი auch Déa Kulumbegashvili, * 1986 in Orjol, Russische SFSR) ist eine georgische Filmregisseurin und Drehbuchautorin.

## Leben
Dea Kulumbegaschwili wurde 1986 geboren. Sie wuchs in der kleinen georgischen Stadt Lagodechi am Fuße des Kaukasus auf. In ihrer Kindheit und Jugend erlebte sie das extrem orthodoxe Christentum und seine Auswirkungen auf ihr Weiblichkeitsbild. Dies ist für ihr Filmschaffen prägend.
Sie studierte Media Studies an der New School in New York, um anschließend an der Columbia University School of the Arts einen Master of Fine Arts in Filmregie zu erwerben.

## Karriere
Bereits Kulumbegaschwilis erster Kurzfilm Uchilawi Siwrzeebi (Invisible Spaces), der von Spannungen in einer Kleinfamilie handelt, konkurrierte bei den Filmfestspielen von Cannes 2014 um die Kurzfilm Palme d‘Or. 2016 feierte Léthé bei den Filmfestspielen in Cannes in der Quinzaine des Réalisateurs Weltpremiere. Beide Filme wurden im MoMA in New York und auf vielen Filmfestivals gezeigt.
Zusammen mit Rati Oneli, der auch Regie führte, war sie Co-Autorin und Co-Produzentin des abendfüllenden Dokumentarfilms City of the Sun (2015–2017).
Kulumbegaschwili sorgte 2020 mit ihrem ersten Langfilm Beginning international für Aufsehen. Nach der Einladung ins offizielle Programm des Filmfestivals in Cannes gewann der Film nicht nur den FIPRESCI-Preis in Toronto, sondern wurde außerdem in San Sebastián als Bester Film sowie für die Regie, das Drehbuch und die Hauptdarstellerin ausgezeichnet. Beginning trug ursprünglich den Arbeitstitel Naked Sky und wurde mit einem Produktionsstipendium des Internationalen Filmfestivals Rotterdam (IFFR) ausgezeichnet. Außerdem erhielt Kulumbegaschwili ein Stipendium der Cinéfondation des Filmfestivals von Cannes in Paris und weitere Unterstützung bei der Entwicklung durch das Sam Spiegel International Film Lab, das Sofia International Film Festival und das Sarajevo Film Festival. Der Film wurde im September 2020 auf dem Toronto Film Festival uraufgeführt und gewann mehrere Preise.
2022 war Kulumbegaschwilis audiovisuelle Installation Captives Teil der Ausstellung Vive Le Cinema im Tabakalera Art Centre in San Sebastián. Sie war in der Sektion Art Directions: Installations beim Rotterdam International Film Festival zu sehen.
Im Jahr 2024 wurde Kulumbegaschwilis zweiter Spielfilm April in den Hauptwettbewerb des Filmfestivals von Venedig eingeladen. Dort wurde ihr der Spezialpreis der Jury unter Leitung Isabelle Hupperts zuerkannt.

## Ämter und Mitgliedschaften
2020 war sie Mitglied der Jury Cinéfondation and Short Films bei den Filmfestspielen in Cannes. 2023 war sie Jurymitglied der Sektion Encounters bei der Berlinale.

## Filmografie
- 2013: Shkola v Novom Svete (Fernsehserie, 4 Folgen)
- 2014:	Invisible Spaces (Ukhilavi Sivrtseebi) – Kurzfilm
- 2016:	Lethe (Léthé) – Kurzfilm
- 2020: Beginning
- 2024: April

## Auszeichnungen
Im Jahr 2016 wurde Kulumbegaschwili in Georgien mit dem Tsinandali Cinema Art Award ausgezeichnet.